# 原田親仁

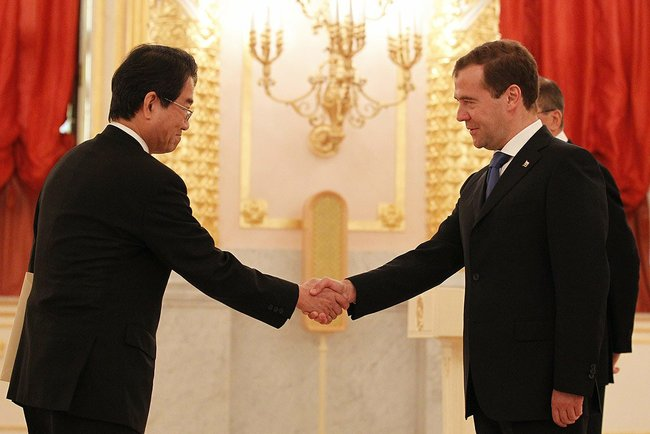
ドミートリー・メドヴェージェフ露大統領（右）に信任状を提出し握手する原田親仁（2011年7月14日撮影）

原田 親仁（はらだ ちかひと、1951年4月21日 - ）は、日本の外交官。チェコ駐箚特命全権大使を経て、2011年3月から2016年1月まで、ロシア連邦駐箚特命全権大使。2016年（平成28年）1月22日から2017年（平成29年）3月24日まで、日露関係担当政府代表兼特命全権大使。同月日露関係担当外務省参与。ロシア・スクール外交官の中心人物の1人。

## 経歴
- 1970年3月 麻布中学･高等学校卒業
- 1974年3月 東京大学経済学部卒業、外務省入省。ロシア語研修
- 1984年 ジュネーブ国際機関日本政府代表部一等書記官
- 1987年 在ソビエト連邦日本国大使館一等書記官
- 1990年 北米局地位協定課長
- 1993年 官房報道課長
- 1994年 欧亜局ロシア課長
- 1996年 在英国日本国大使館参事官（1997年まで英国戦略研究所IISS客員研究員）
- 1998年 在英国日本国大使館公使
- 1999年 官房外務参事官（報道・広報担当）、外務副報道官
- 2001年 官房審議官（報道・広報担当兼北米局）
- 2002年 大臣官房審議官（北米局兼欧州局）
- 2003年 在中華人民共和国日本国大使館特命全権公使
- 2005年 外務省欧州局長
- 2008年10月 駐チェコ共和国特命全権大使
- 2011年3月 駐ロシア連邦特命全権大使（河野雅治の更迭を受けて就任）[4]
- 2016年1月 日露関係担当政府代表兼特命全権大使[5]
- 2017年3月 日露関係担当政府代表兼特命全権大使を退任[3]
- 2017年3月～2018年3月 日露関係担当外務省参与
- 2017年7月〜2019年6月 三井物産顧問[6]
- 2017年10月〜 日本露西亜懇話会代表
- 2019年10月〜 2021年9月　スカパーJSAT顧問
- 2021年10月〜2022年10月　岡崎研究所ロシア情勢・政策研究会座長

## 著作等
- "Russia and North-east Asia”（Adelphi Paper 310、International Institute For Strategic Studies,1997）
- "The Relationship between Japan and Russia " (The Japan Society in London,1999)
- 座談会「日露経済関係の新たな展望を切り拓く」（月刊経団連2016年8月号）
- 「序文ー日露関係の安定と深化に向けて」（「続・日露異色の群像30－文化・相互理解に尽くした人々」ロシアン・アーツ2017年12月）

## 同期
- 佐々江賢一郎（12年駐米大使・10年外務事務次官・08年政務担当外務審議官）
- 林景一（11年駐英大使・08年内閣官房副長官補・08年駐アイルランド大使）
- 小田部陽一（11年ジュネーブ国際機関政府代表部大使・08年経済担当外務審議官）
- 吉川元偉（13年国連大使・10年OECD大使・09年アフガニスタン・パキスタン支援担当大使・06年駐スペイン大使）
- 高松明（11年駐スロバキア大使・科学技術振興機構理事・06年駐キューバ大使）
- 石田仁宏（08年駐アルゼンチン大使・05年駐ペルー大使・72年語学研修員採用、74年外務省公務員採用上級試験に合格して再入省）
- 四宮信隆（10年駐ポルトガル大使・07年駐ドミニカ共和国大使）
- 目賀田周一郎（11年駐メキシコ大使・08年駐ペルー大使）
- 卜部敏直（11年駐フィリピン大使・07年駐アイルランド大使）
- 遠藤茂（09年駐サウジアラビア大使・07年駐チュニジア大使）
- 多賀敏行（12年駐ラトビア大使･09年駐チュニジア大使）
- 斉藤隆志（10年駐ミャンマー大使・06年駐セネガル大使）
- 城田安紀夫（10年駐ノルウェー大使・07年駐イラン大使・04年イラク復興支援等調整担当大使・01年駐カタール大使）
- 山本忠通（12年駐ハンガリー大使・10年アフガニスタン・パキスタン支援担当大使・08年ユネスコ日本政府代表部大使）
- 山中誠（11年駐ポーランド大使・10年科学技術担当大使・07年駐シンガポール大使）
- 佐藤重和（12年駐タイ王国大使・10年駐オーストラリア大使）
- 中根猛（12年駐独大使・09年ウィーン国際機関代表部大使）
- 黒木雅文（13年駐セルビア大使・09年駐カンボジア大使）
- 西ヶ廣渉（14年宮内庁宮務主管・12年駐ルクセンブルク大使・09年駐リビア大使）
- 吉澤裕（12年駐南アフリカ共和国大使・08年駐フィジー大使）
- 貞岡義幸（10年駐パラオ大使）
- 寒川富士夫（10年駐マラウイ大使）
- 沼田幹男（12年駐ミャンマー大使・11年外務省領事局長）
- 白石和子（12年駐リトアニア大使）
- 高橋二雄（13年駐アゼルバイジャン大使）
- 小池孝行（13年駐キルギス大使）
- 中北徹（07年アジア・ゲートウェイ戦略会議座長代理）